# Muramatsu Taisuke
Muramatsu Taisuke (村松 大輔 Muramatsu Taisuke, sinh ngày 16 tháng 12 năm 1989 ở Yaizu, Shizuoka) là một cầu thủ bóng đá người Nhật Bản thi đấu cho Giravanz Kitakyushu.

## Sự nghiệp
Ngày 21 tháng 12 năm 2009, Muramatsu lần đầu được triệu tập vào Đội tuyển bóng đá quốc gia Nhật Bản.

## Thống kê sự nghiệp

### Câu lạc bộ
Cập nhật đến ngày 23 tháng 2 năm 2018.
| Câu lạc bộ          | Mùa giải            | Giải vô địch | Giải vô địch | Cúp1    | Cúp1      | Cúp Liên đoàn2 | Cúp Liên đoàn2 | Tổng    | Tổng      |
| Câu lạc bộ          | Mùa giải            | Số trận      | Bàn thắng    | Số trận | Bàn thắng | Số trận        | Bàn thắng      | Số trận | Bàn thắng |
| ------------------- | ------------------- | ------------ | ------------ | ------- | --------- | -------------- | -------------- | ------- | --------- |
| Honda FC            | 2008                | 7            | 0            | 2       | 0         | -              | -              | 9       | 0         |
| Shonan Bellmare     | 2009                | 50           | 0            | 1       | 0         | -              | -              | 51      | 0         |
| Shonan Bellmare     | 2010                | 30           | 0            | 2       | 0         | 5              | 0              | 37      | 0         |
| Shimizu S-Pulse     | 2011                | 19           | 0            | 1       | 0         | 4              | 0              | 24      | 0         |
| Shimizu S-Pulse     | 2012                | 29           | 3            | 2       | 0         | 7              | 0              | 38      | 3         |
| Shimizu S-Pulse     | 2013                | 33           | 4            | 2       | 0         | 6              | 0              | 41      | 4         |
| Shimizu S-Pulse     | 2014                | 7            | 0            | -       | -         | 1              | 0              | 8       | 0         |
| Tokushima Vortis    | 2014                | 15           | 0            | 0       | 0         | -              | -              | 15      | 0         |
| Shimizu S-Pulse     | 2015                | 3            | 0            | 1       | 0         | 1              | 0              | 5       | 0         |
| Vissel Kobe         | 2016                | 5            | 0            | 1       | 0         | 3              | 0              | 9       | 0         |
| Shimizu S-Pulse     | 2017                | 5            | 0            | 3       | 0         | 4              | 1              | 12      | 1         |
| Tổng cộng sự nghiệp | Tổng cộng sự nghiệp | 203          | 7            | 15      | 0         | 31             | 1              | 249     | 8         |

1Bao gồm Cúp Hoàng đế Nhật Bản.
2Bao gồm J. League Cup.

## Thống kê sự nghiệp đội tuyển quốc gia
Cập nhật gần đây nhất: 23 tháng 12 năm 2009

### Số lần ra sân trong các giải đấu lớn
| Đội bóng | Giải đấu                              | Thể loại | Số trận | Số trận | Bàn thắng | Thành tích đội bóng |
| Đội bóng | Giải đấu                              | Thể loại | Start   | Sub     | Bàn thắng | Thành tích đội bóng |
| -------- | ------------------------------------- | -------- | ------- | ------- | --------- | ------------------- |
| Nhật Bản | Giải vô địch bóng đá U-19 châu Á 2008 | U-19     | 4       | 0       | 0         | Tứ kết              |